# 332 Siri
332 Siri је астероид главног астероидног појаса. Приближан пречник астероида је 40,37 km,
а средња удаљеност астероида од Сунца износи 2,772 астрономских јединица (АЈ).
Инклинација (нагиб) орбите у односу на раван еклиптике је 2,847 степени, а орбитални период износи 1686,463 дана (4,617 године). Ексцентрицитет орбите астероида износи 0,091.
Апсолутна магнитуда астероида износи 9,50 а геометријски албедо 0,171.
Астероид је откривен 19. марта 1892. године.